# Черемошня (река)
Черемошня — река в Тверской области России. Протекает по территории Старицкого района. Впадает в реку Волгу в 3191 км от её устья по левому берегу. Длина реки составляет 11 км.

## Данные водного реестра
По данным государственного водного реестра России относится к Верхневолжскому бассейновому округу, водохозяйственный участок реки — Волга от города Зубцов до города Тверь, без реки Тверца, речной подбассейн реки — бассейны притоков (Верхней) Волги до Рыбинского водохранилища. Речной бассейн реки — (Верхняя) Волга до Куйбышевского водохранилища (без бассейна Оки).
По данным геоинформационной системы водохозяйственного районирования территории РФ, подготовленной Федеральным агентством водных ресурсов: 
- Код водного объекта в государственном водном реестре — 08010100612110000001613
- Код по гидрологической изученности (ГИ) — 110000161
- Код бассейна — 08.01.01.006
- Номер тома по ГИ — 10
- Выпуск по ГИ — 0